# Fântână arteziană

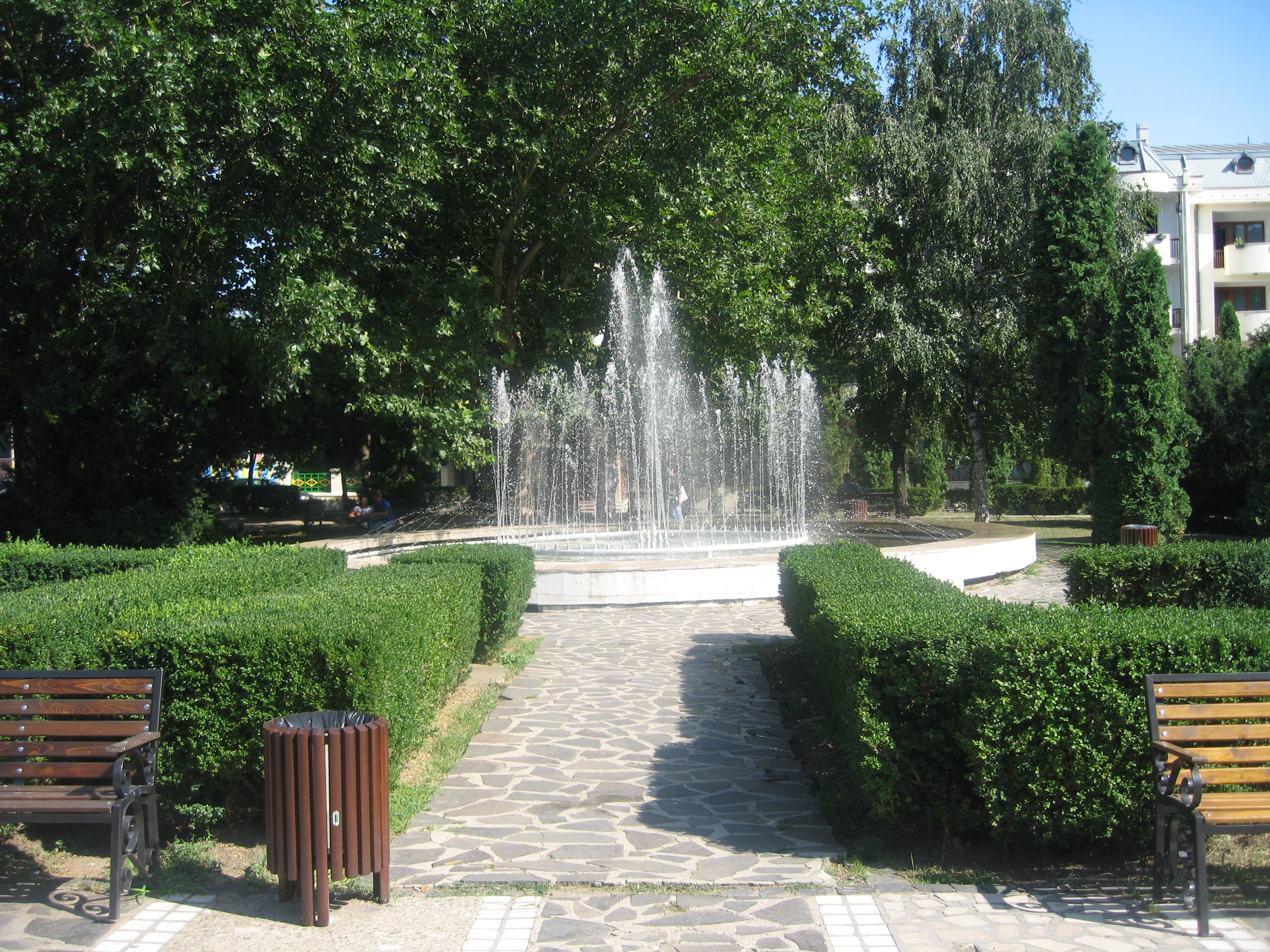
Fântână arteziană la Iaşi.

Fântâna arteziană este o fântână în care apa țâșnește în mod spontan.
Acest fenomen a fost pus în evidență pentru prima dată de către călugării de la abația din Lillers, Artois, în 1126, de unde provine denumirea acestor fântâni.
Prin extensie, aceeași denumire este dată unei fântâni construite cu scop decorativ, din care apa țâșnește în sus, presiunea apei fiind realizată prin mijloace artificiale.